# Ferda Mravenec
De Tsjechische Ferda Mravenec (letterlijk: Ferdy de mier) is een geliefde figuur uit de gelijknamige kinderboekenreeks. De auteur van deze populaire verhalen is de tekenaar Ondřej Sekora. 
Ferda verscheen voor het eerst op 1 januari 1933 in de krant Lidové noviny als Příhody Ferdy Mravence. De oorspronkelijke Ferda had toentertijd een groter hoofd dan in de latere, bekende periode en rookte pijp. Ondřej Sekora werkte dit onderwerp om tot het bekende Knížky Ferdy Mravence (Boeken van Ferdy de mier).
In 1935 kwam in de Lidové noviny het volgende vervolgverhaal uit met de naam Ferda Mravenec a syn (Ferdy en zoon). Ferda trad in het huwelijk en zijn zoon Bobek werd geboren. Het jaar daarop vervolgde de serie met Mravenec v cizích službách. Dat werd later ook uitgebracht als boek. In de daarop volgende jaren volgden nog meer verhalen, de laatste serie verscheen in Lidové Noviny in 1941.
Toen moest Sekora vanwege politieke gronden de redactie verlaten. In 1942 filmde Hermína Týrlová de eerste marionettenfilm met Ferdy de mier.
Aan de verhalen van Ferdy de mier heeft Ondrej Sekora ook aandacht besteed na de Tweede Wereldoorlog. Gedurende de jaren 1945-1951 waren op de achterpagina van het tijdschrift Mateřídouška de verhalen van Ferdy te lezen in Kousky mládence Ferdy Mravence (stukjes van de jongeman Ferdy de mier). Sekora werd een overtuigde communist, dus gaat de mier in de jaren 50 naar de brigade vervult 5-jarenplannen en vecht tegen de kwaadwillige mens.